# Мъномин (окръг, Минесота)
Окръг Мъномин (на английски: Mahnomen County) е окръг в щата Минесота, Съединени американски щати. Площта му е 1510 km², а населението - 5190 души (2000). Административен център е град Мъномин.